# Ursus Traktorenwerk

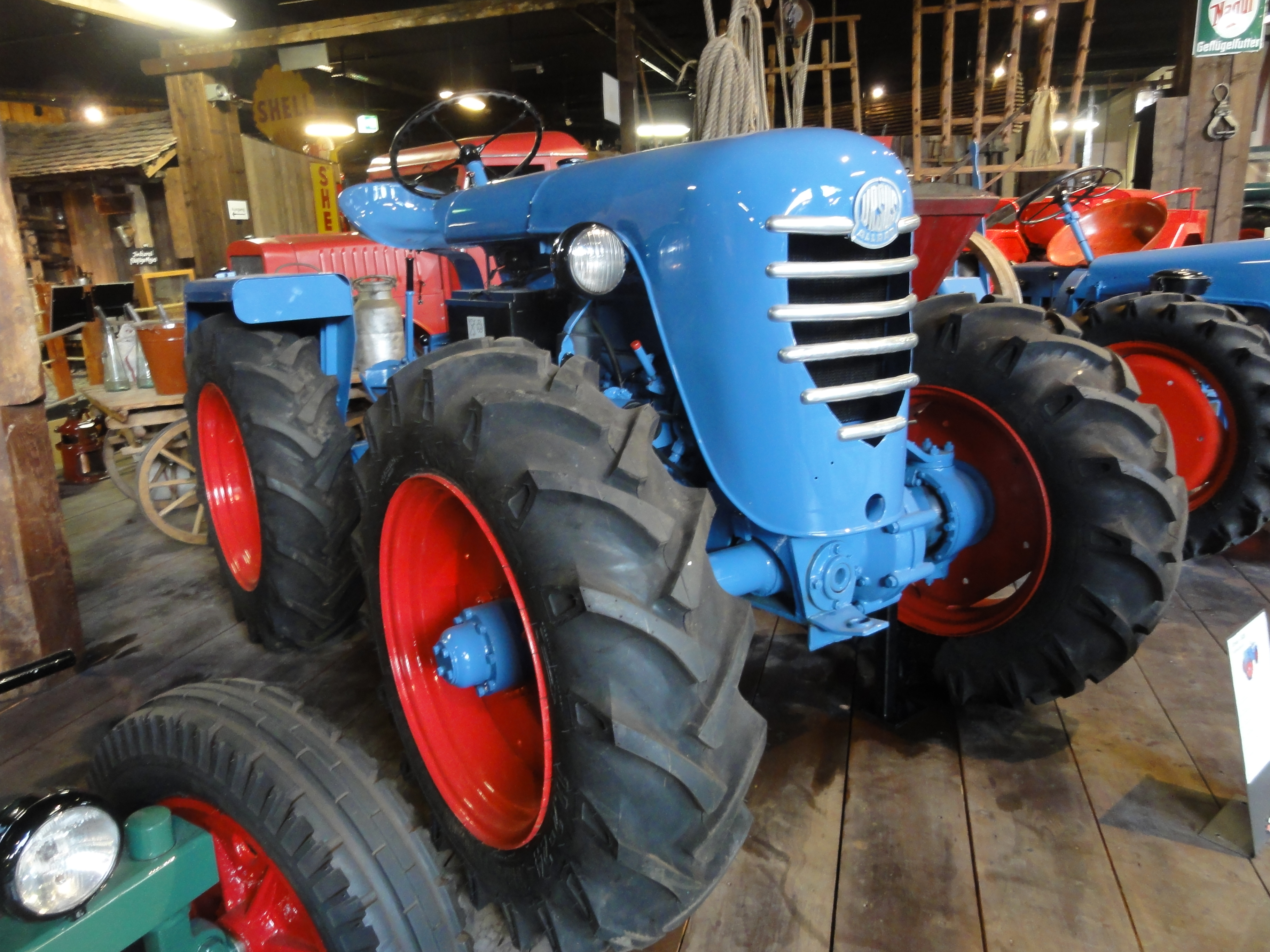
Ursus B28

Ursus-Traktorenwerk – niemieckie przedsiębiorstwo z siedzibą w Wiesbaden, produkujące ciągniki rolnicze, działające w latach 1947–1957.
Ze względu na tę samą nazwę, co polski producent Ursus, od października 1950 do września 1954 roku ciągniki sprzedawane były pod marką Urus GmbH. Po przejęciu spółki przez konstruktora Wilhelma Antona Erkelenza w 1956 roku nazwa spółki brzmiała Ursus-Traktoren-Werk Erkelenz & Co. Po II wojnie światowej Ursus łączył osie i skrzynie biegów z wycofanych z eksploatacji pojazdów wojskowych z ekonomicznymi silnikami Diesla. Preferowano osie firm GMC i Dodge, a jako napędy zastosowano silniki firm MWM i Fichtel & Sachs. Konstruowano ciągniki z napędem na wszystkie koła Ursus B28 i Ursus B40 oraz Ursus C10 Bambi. Produkcja traktorów zakończyła się w 1957 roku.